# Campolattaro
Campolattaro é uma comuna italiana da região da Campania, província de Benevento, com cerca de 1.122 habitantes. Estende-se por uma área de 17 km², tendo uma densidade populacional de 66 hab/km². Faz fronteira com Casalduni, Circello, Fragneto l'Abate, Fragneto Monforte, Morcone, Pontelandolfo.

## Demografia
| Variação demográfica do município entre 1861 e 2011                               |
|                                                                                   |
| Fonte: Istituto Nazionale di Statistica (ISTAT) - Elaboração gráfica da Wikipedia |